# Santa Cruz de Boedo
Santa Cruz de Boedo è un comune spagnolo di 59 abitanti situato nella comunità autonoma di Castiglia e León.